# Blasiistraße 7 (Quedlinburg)

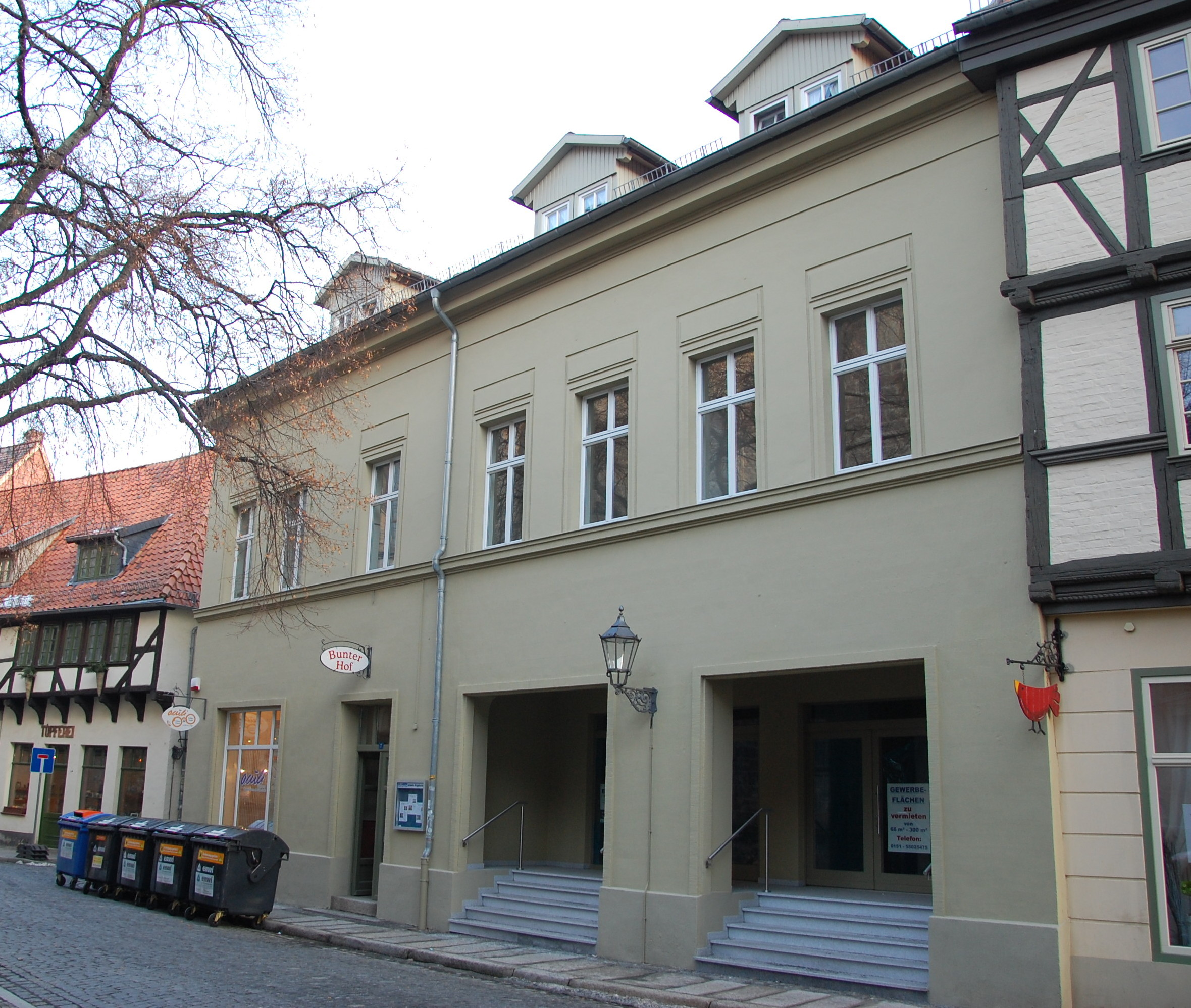
Haus Blasiistraße 7

Das Haus Blasiistraße 7 ist ein denkmalgeschütztes Gebäude in der Stadt Quedlinburg in Sachsen-Anhalt.

## Lage
Es befindet sich auf der Südseite der Blasiistraße, westlich der Einmündung der schmalen Wordgasse, die als Verbindung zur Straße Word dient, südwestlich des Quedlinburger Marktplatzes. Das Gebäude gehört zum UNESCO-Weltkulturerbe und ist im Quedlinburger Denkmalverzeichnis als Kaufmannshof eingetragen. Westlich schließt sich das gleichfalls denkmalgeschützte Haus Blasiistraße 8 an.

## Architektur und Geschichte
Das straßenseitige Wohnhaus des großen ehemaligen Handelshofs entstand im 19. Jahrhundert. Der Hof ist in unterschiedlicher Weise bebaut. An der Ostseite des Hofs befindet sich ein dreigeschossiger Fachwerkbau. Der Südflügel entstand 1896 im Stil der Industriearchitektur. Planung und Bau erfolgten durch die Firma Robert Riefenstahl. Das mit Rundbögen gestaltete Gebäude wird von einem im italienischen Stil gehaltenen Eckturm dominiert. Bemerkenswert sind ein gusseiserner Balkon sowie gewölbte Kammern im Erdgeschoss. Die Westseite des Hofs wird von einem großen in Fachwerkbauweise errichteten Speichergebäude begrenzt. Es verfügt über ein Zwerchhaus mit Ladeluke.